# لويس ميرو
لويس ميرو (بالإسبانية: Luis Miró)‏ لاعب كرة قدم ومدرب إسباني , لعب في مركز حارس مرمى مع نادي برشلونة خلال الفترة الممتدة بين عامي 1939- 1942 وخاض مع النادي 40 مباراة , درب عدة أندية في إسبانيا وفرنسا وإيطاليا بعد اعتزالة اللعب اهمها سلتا فيغو نادي إشبيلية نادي برشلونة  أولمبيك مارسيليا ونادي روما .

## وصلات خارجية
- لويس ميرو على موقع قاعدة بيانات كرة القدم.إي يو (الإنجليزية)
- لويس ميرو على موقع عالم كرة القدم.نت (الإنجليزية)

1. ↑  المدرب لويس ميرو من الموقع الرسمي للنادي نسخة محفوظة 05 سبتمبر 2012 على موقع واي باك مشين.